# Redeyef
Redeyef (arabe : الرديف) est une ville du sud-ouest de la Tunisie, située à l'ouest de Gafsa et à l'est de la frontière tuniso-algérienne. Elle se trouve au centre de l'un des plus importants bassins de phosphate du monde.
Rattachée au gouvernorat de Gafsa, elle est le chef-lieu d'une délégation comptant 27 940 habitants en 2006 et constitue une municipalité comptant 25 046 habitants en 2014.
C'est un important centre minier exploitant le phosphate et relié par le train à Métlaoui, à 53 kilomètres à l'est en passant par les gorges de Selja. La mine, ouverte en 1903, est l'une des plus anciennes de Tunisie ; elle est actuellement exploitée par la Compagnie des phosphates de Gafsa (CPG).

## Géographie
La ville est située près de la frontière occidentale de la Tunisie.
Elle se trouve sur le territoire de la tribu des Ouled Sidi Abid,, tout près de celui des tribus chaouies Nemencha situées de l'autre côté de la frontière.

## Histoire
Cette région semi-désertique a longtemps été habitée par des semi-nomades travaillant dans l'agriculture et l'élevage.
Sous le protectorat français, en avril 1885, le vétérinaire français Philippe Thomas, a découvert un gisement de phosphate de calcium sur la face nord du djebel Selja, dans la région de Métlaoui, à une vingtaine de kilomètres de Redeyef. Cette découverte a été suivie par la découverte d'autres gisements importants dans la région. En 1896 est créée la Compagnie des phosphates et des chemins de fer de Sfax-Gafsa (actuelle CPG) et les premières fouilles commencent en 1900 à Métlaoui. Le besoin croissant de main d'œuvre conduit l'administration française à mettre sur pied des politiques de recrutement forcé des mineurs.
Le développement de la ville, dès lors, a toujours été lié à la relation entre la CPG et le syndicat des mineurs. En mars 1937, une grève dans la zone d'exploitation minière est violemment réprimée par les autorités coloniales et se solde par la mort de 17 mineurs. Dans les années 1950 et 1960, au cours de la période de production maximale de la CPG, la population de la ville est composée à moitié de travailleurs d'origine algérienne, marocaine, libyenne, italienne et maltaise. Mais la mise à niveau des machines et l'abandon des fouilles dans les galeries au profit des mines à ciel ouvert entraînent des réductions de 75 % du personnel et de vives protestations.
Au printemps 2008, la ville est le théâtre d'un mouvement social alimenté par un scandale lié à un concours d'entrée à la CPG, éclatant sur fond de climat social dégradé. Soutenu par des personnalités syndicales, les manifestants dénoncent la corruption et leur mauvaise condition de vie (chômage, maladies causées par l'exploitation de la mine et pauvreté). Les manifestations sont violemment réprimées et deux jeunes tués ; plusieurs militants et syndicalistes sont arrêtés, dont Adnane Hajji, porte-parole de la contestation, et Bechir Laabidi, membre fondateur du syndicat de l'enseignement de base de Redeyef. Ces militants, condamnés à de la prison en décembre 2008 pour entente criminelle et rébellion armée, lors des grèves de Gafsa en janvier-juin 2008, sont réintégrés dans l'enseignement en mars 2011, à la suite de la révolution tunisienne. Pendant la révolution, le maire, qui dénonçaient des opposants au régime, vit terré chez lui et la municipalité est administrée par ses habitants.

## Démographie
En raison de la réduction des effectifs de la CPG, Redeyef enregistre une forte émigration. Beaucoup de jeunes quittent la ville pour chercher du travail dans les régions côtières de la Tunisie ou en France, comme à Nantes, où il existe une importante communauté originaire de la ville.

## Culture
La ville apparaît dans le titre d'un film tunisien de 1997, Redeyef 54, sur la lutte pour l'indépendance nationale dont de nombreuses scènes font référence à ce lieu emblématique de l'exploitation coloniale.

## Économie
La production de phosphate constitue la principale richesse de la ville de Redeyef. La production annuelle de la région est d'environ huit millions de tonnes, ce qui fait de la CPG — nationalisée après l'indépendance — le cinquième producteur mondial de phosphate.

## Transport
La route locale C201 relie Redeyef à Gafsa vers l'est et à Tamerza, près de la frontière, vers l'ouest.
Une ligne de chemin de fer, qui date de 1907, relie Redeyef à Métlaoui, mais est utilisée surtout pour les trains de marchandises transportant le phosphate.